# ゆいがーる
ゆいがーる（英: YUI-GIRL）は、沖縄県出身の母娘が二組で構成する音楽バンドである。
バンド名の「ゆいがーる」は、「もちまわり」や「みんなで助け合う」ことを意味する“うちなーぐち”の「ゆいまーる」から、「歌うことで人と人を繋げてみんなが助け合える良い流れが生まれたらよい」と思いを込めて採った。

## 概要
琉球音楽とロック、ハウス、メタルを混成した多国籍音楽で、「世界にエコを、民衆の心に平和を、生活に琉球人の知恵を」伝えるべく活動している。
SHOKOとMIZUNOがユニットを組み、SHOKOの配偶者がプロデュースして、2018年頃から海外で演奏活動を始める。台湾、ノースカロライナ、ニュージャージー、アイオワ、ほか2019年にニューヨークのライブハウス pianos でライブ演奏する
2020年に、MIZUNOの娘COCONA、SHOKOの娘AYANE、それぞれが加わる。

## 出演

### ラジオ
- RADIO BERRY「ゆいがーるのちむちゅらさ」（2022年8月 - ）
- かわさきFM 琉球リミテッド～ かりゆし超特急～（2021年2月）
- TOKYO FM 「Seasoning～season your life with music～」（2021年3月）
- かわさきFM 「やばむっちゃ楽しいカワサキシティー」（2021年07月）

## ライブ演奏
- 2020年9月27日 Zepp HANEDA「ゆいがーるライブ」
- 2021年
  - 1月4日 Zepp HANEDA「ゆいがーるデビューライブ」
  - 4月24日 EX THEATER ROPPONGI「ゆいがーるLive〜始動〜」
  - 5月29日 渋谷PLEASURE PLEASURE 「HAL LIVE 創世記2021 GENESIS」GUESTゆいがーる
  - 9月12日 渋谷PLEASURE PLEASURE 「HAL LIVE」GUESTゆいがーる
  - 12月7日 EX THEATER ROPPONGI「六本木おきなわ芸能フェスティバル2021〜いちゃりばちょーでー〜」